# 個人用高速輸送システム

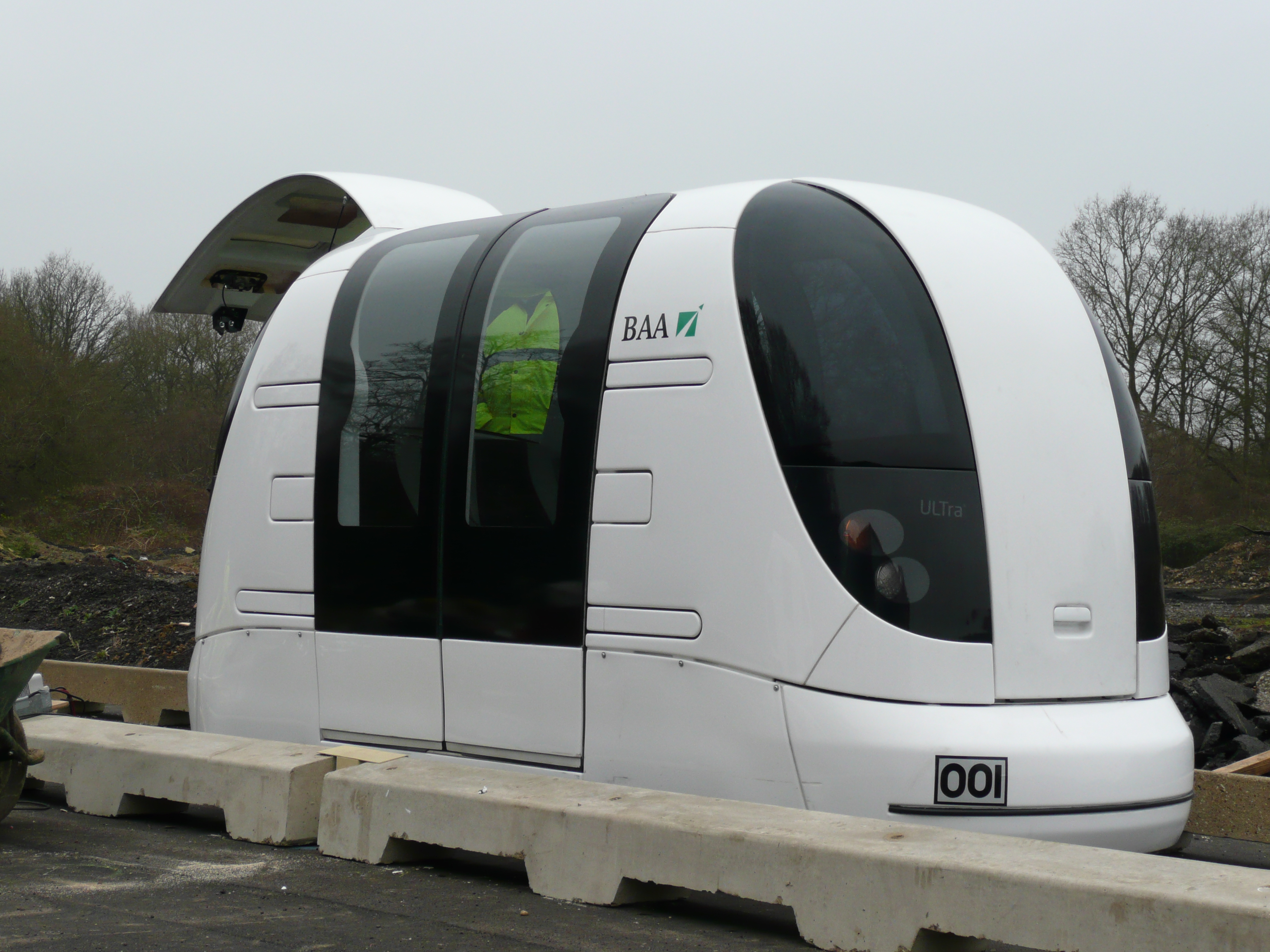
ロンドン・ヒースロー空港のPRTであるULTra

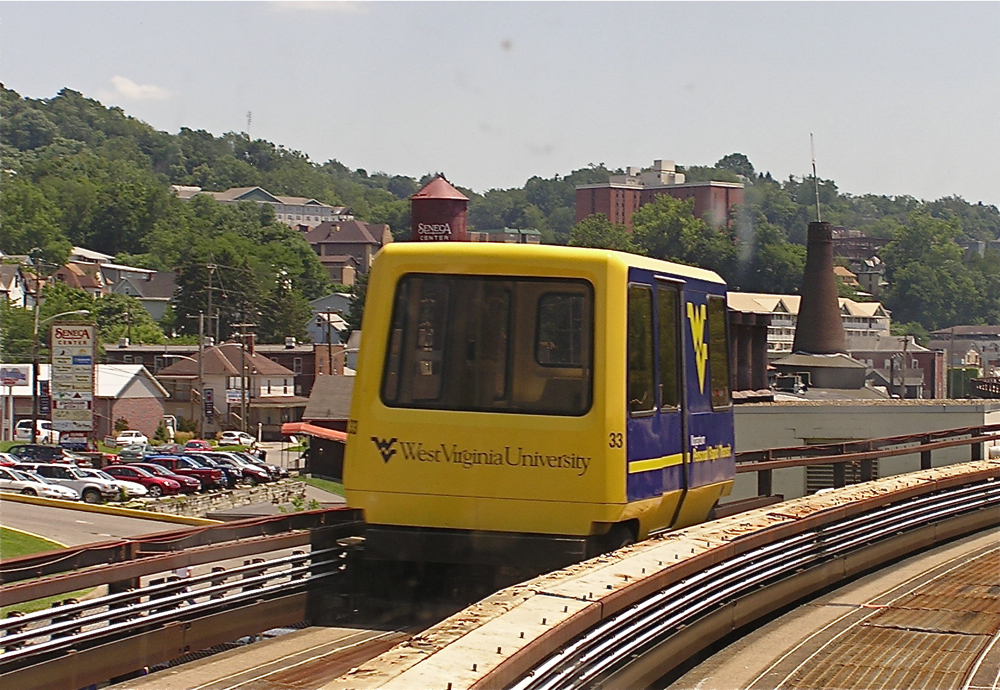
世界初のPRTであるモーガンタウンPRT

個人用高速輸送システム（こじんようこうそくゆそうシステム、英語: Personal Rapid Transit (PRT)）は、自動輸送システム或いはポッドカー (podcar) とも呼ばれる小型の車輌によって、専用の案内軌道を備えた交通網内で運行される公共交通機関である。この新しい形式のシステムは、より大型で小型の地下鉄車輌も同様に含む自動案内軌条式旅客輸送システム (AGT) の一形式である。
PRTは、1978年にJ. Edward Andersonによって導入されたアクロニムである。
現在では、1975年にモーガンタウンで開業したモーガンタウンPRTと、現在試験中のロンドン・ヒースロー空港のULTraがある。アブダビのマスダール・シティでもPRTが建設中である。
かつて1970年から1986年に、ARAMISと称されるPRTがRATPによってパリで運行されていたが、実験は完了せず、計画は放棄された。

## 概要
PRT車輌は個人、あるいは少人数の移動に使用され、通常は1輌あたり3から6人乗りである。全ての駅に分岐器が備えられ、プラットホームは側線に設けられる。これにより、車輛は出発駅と目的駅以外の中間駅を通過することができる。出発地から目的地へ直接移動する点でタクシーやリフトと似ている。

## 歴史
近代的なPRTの概念は、1953年頃に都市計画立案者であるDonn Fichterが、PRTと代替交通機関の調査を開始した事に端を発する。1964年にFichterは著作を出版しており、その書籍で人口密度が中規模から小規模の地域への自動式交通機関を提案した。この書籍の中で鍵となる点の一つは、公共交通がいくら充実したとしても人々は自動車を手放さないとした事で、当時の既存のシステムよりも大幅に優れた地点間を、より高速で柔軟性のあるシステムでなければならないとして、PRTシステムのみが柔軟性と性能をもたらすと感じた。複数の他の都市と交通計画の立案者達も同様に、この件と初期の実験について記述したが、PRTとの関連は不明である。
PRTは現在、韓国の順天市やインドのアムリトサルなど、世界中で計画されている。

## 既存或いは建設中のPRT

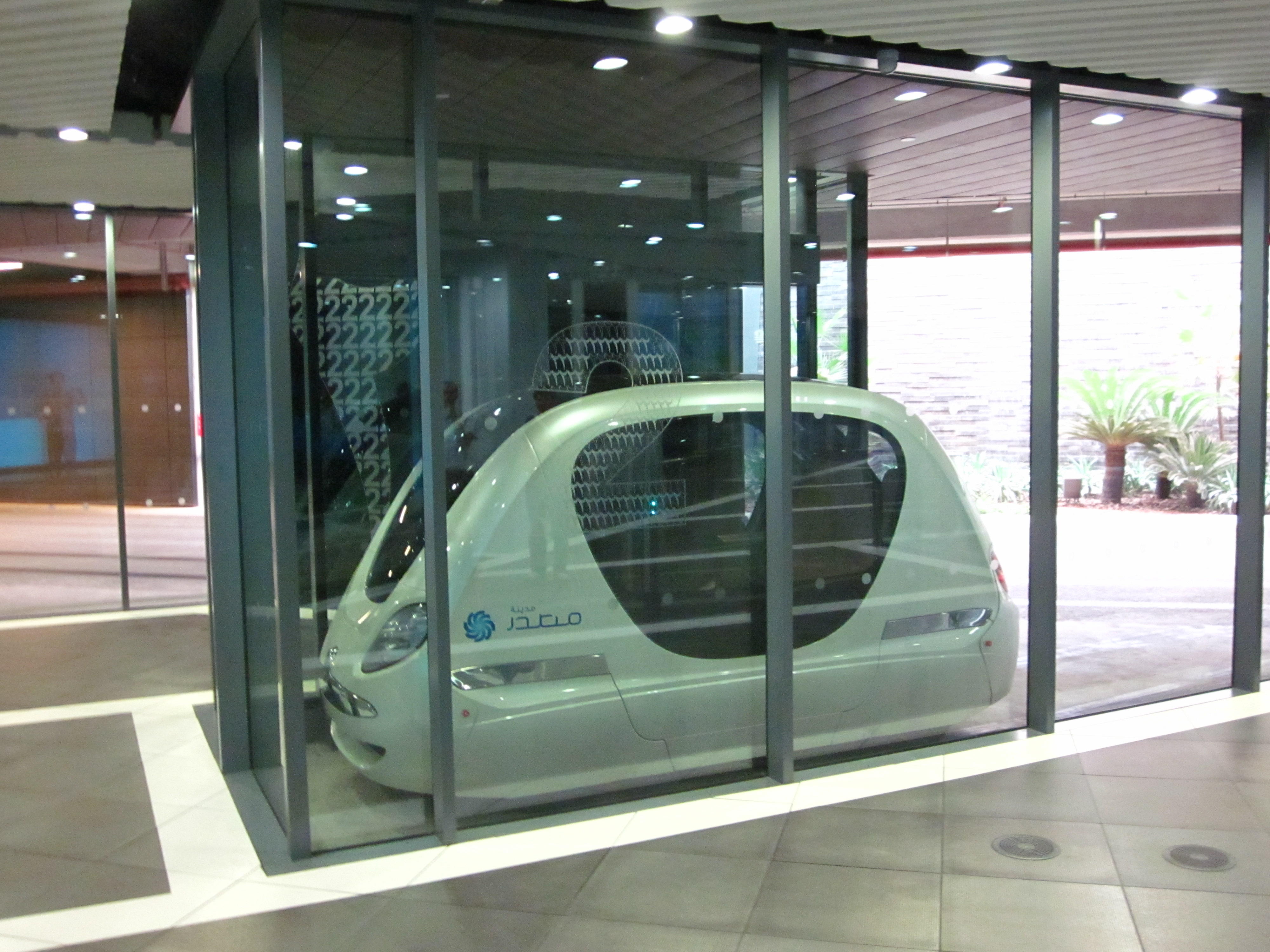
マスダール・シティのPRTV

- アメリカ合衆国、ウェストバージニア州モーガンタウン：モーガンタウン・パーソナル・ラピッド・トランジット
- イギリス、ロンドン：ULTra
- アラブ首長国連邦、アブダビマスダール・シティ：マスダール・パーソナル・ラピッド・トランジット
- 韓国、順天市[1]：Vectus
- インド、アムリトサル：ULTra